# Tarikh es-Soudan

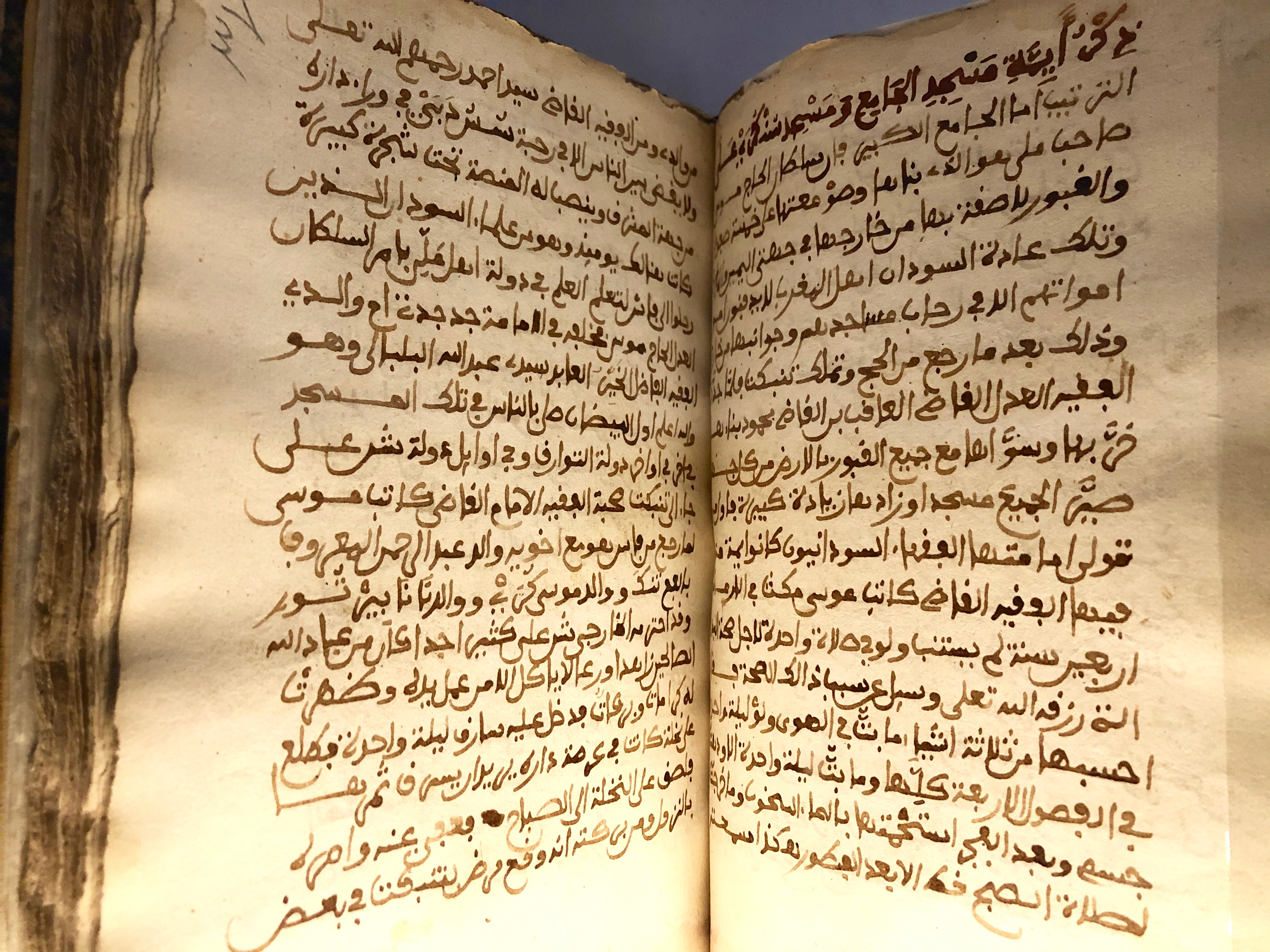
Histoire du Soudan. Abdul Rahman Al-Saadi. Bibliothèque nationale de France, Paris. Arabe : 6096. Page 39-40. De l'exposition Trésors de l'Islam en Afrique au Musée Mohammed VI d'Art Moderne et Contemporain de Rabat, 20

Le Tarikh es-Soudan, « Histoire du Soudan » en français, est un texte arabe écrit par Abderrahmane Es Saâdi  vers 1650. Il traite des grands empires d'Afrique occidentale  : empire du Ghana, empire du Mali, empire songhaï. Il est l'un des deux ouvrages de référence sur l’histoire de l’Afrique occidentale avec le Tarikh el-Fettach.

## Sur l'auteur
Abderrahmane Es Saâdi, né en 1594 et mort peu après 1655, date de la dernière mention figurant dans son œuvre. Al-Saʿdī a vécu sous l’occupation marocaine qui a suivi la défaite de l’empire songhaï en 1591. Issu de la nouvelle élite bureaucratique dite Arma — terme désignant les soldats et administrateurs marocains établis au Soudan occidental —, il a occupé plusieurs postes importants : imām de la mosquée Sankoré à Djenné (1626–1627), fonctionnaire à Djenné et Macina, puis secrétaire en chef des Arma à Tombouctou 1646.

## Structure et contenu
Le Ta’rīkh as-Sūdān se divise en deux grandes parties. La première moitié couvre l’histoire ancienne de la région, depuis l'empire Gao et la dynastie des Zuwā/Juwā jusqu’à l’essor de l’empire du Mali, en passant par les dynasties songhaï. Elle mêle récits folkloriques, traditions orales, panégyriques de savants et saints, et chronique urbaine. Parmi les passages notables, on trouve des chapitres consacrés à la dynastie des Zuwā/Juwā, dont l’auteur postule une origine yéménite ; Mansa Mūsā et la grandeur de l’Empire du Mali ; l’histoire de Djenné et de Tombouctou sous domination malienne puis songhaï ; les origines des Touaregs ; les savants de Tombouctou, notamment à travers les mosquées de Sankoré et de Djingareyber.
La seconde moitié du texte se concentre sur la période contemporaine à al-Saʿdī, à savoir l’occupation marocaine et l’administration Arma. Cette partie s’appuie sur des sources écrites et orales, mais aussi sur l’expérience directe de l’auteur.
Dans son introduction, al-Saʿdī explique vouloir préserver un savoir en voie de disparition. Il critique la décadence des conteurs traditionnels (notamment les griots), qu’il accuse de déformer la mémoire collective par des mensonges, ragots et jalousies. Il justifie ainsi la rédaction de son histoire comme un acte pieux et intellectuel pour transmettre une mémoire exacte et digne. Il s’inscrit également dans la tradition érudite islamique, notamment en se fondant sur l’ouvrage al-Dhayl d’Aḥmad Bābā, qu’il cite explicitement.
Au-delà de cette motivation savante, Ta’rīkh as-Sūdān poursuit aussi un objectif politique clair : la légitimation du régime Arma. Al-Saʿdī tente de construire une continuité entre les dynasties songhaï et les Arma en leur prêtant à tous des origines orientales (yéménites), renforçant ainsi leur légitimité religieuse et politique. Il marginalise l’origine mandingue des Askia, et présente leur déchéance morale comme la cause de la conquête marocaine.
Le texte accorde une place centrale aux savants musulmans (ʿulamāʾ), qu’al-Saʿdī considère comme les garants de l’ordre social et spirituel. Il met en garde contre les autorités abusant de cette classe intellectuelle, évoquant les répressions de Sunni ʿAlī au XVe siècle et du pacha marocain Mahmud ibn Zarkun (en) à la fin du XVIe siècle. Cette insistance sur la protection des savants fait écho à l’exil d’Aḥmad Bābā à Marrakech, événement contemporain à la naissance d’al-Saʿdī.
Cette orientation confère au Ta’rīkh as-Sūdān une fonction d’avertissement moral autant que de chronique historique. Il valorise la communauté savante de Tombouctou et ses institutions, notamment la mosquée Sankoré, comme des piliers de la société islamique ouest-africaine.

## Signification historiographique
Le Ta’rīkh as-Sūdān est, avec le Ta’rīkh al-Fattāsh, l’un des premiers exemples d’historiographie islamique écrite au Soudan occidental. Il ne prolonge pas la tradition orale des griots, mais cherche à la remplacer par une écriture savante inspirée des modèles arabo-musulmans (Ibn Khaldūn, Ibn Baṭṭūṭa). En ce sens, al-Saʿdī et ses prédécesseurs comme Maḥmūd Ka’ti introduisent une nouvelle technologie de la mémoire, où l’histoire écrite devient un outil de pouvoir, de réforme morale, et d’identité religieuse.